# Họ Gà Phi
Họ Gà Phi (danh pháp khoa học: Numididae) là họ chim thuộc bộ Gà (Galliformes). Họ này được một số tác giả (như Hội điểu học Hoa Kỳ) coi là một phân họ, Numidinae, của họ Trĩ (Phasianidae). Các loài gà Phi bản địa ở châu Phi, trong đó có loài gà sao đã được thuần hoá thành gà sao nhà.

## Miêu tả
Các loài trong họ Gà Phi ăn côn trùng và hạt cây. Chúng làm tổ trên mặt đất. Hầu hết trong số chúng có bộ lông màu xám đậm hoặc màu đen, với nhiều đốm trắng dày đặc, trừ các loài trong chi Agelastes (và một số giống gà sao thuần hóa) thì không có đốm.
Nói chung các loài gà Phi sống từng cặp một trống và một mái. Tuy nhiên, ở loài gà sao đôi khi vẫn ghi nhận được một trống kèm theo hai mái. Tất cả các loài gà Phi đều có cuộc sống bầy đàn và chúng chia thành những nhóm nhỏ.
Gà Phi có kích thước khá lớn, dài 40–71 cm và nặng 700-1600 g.

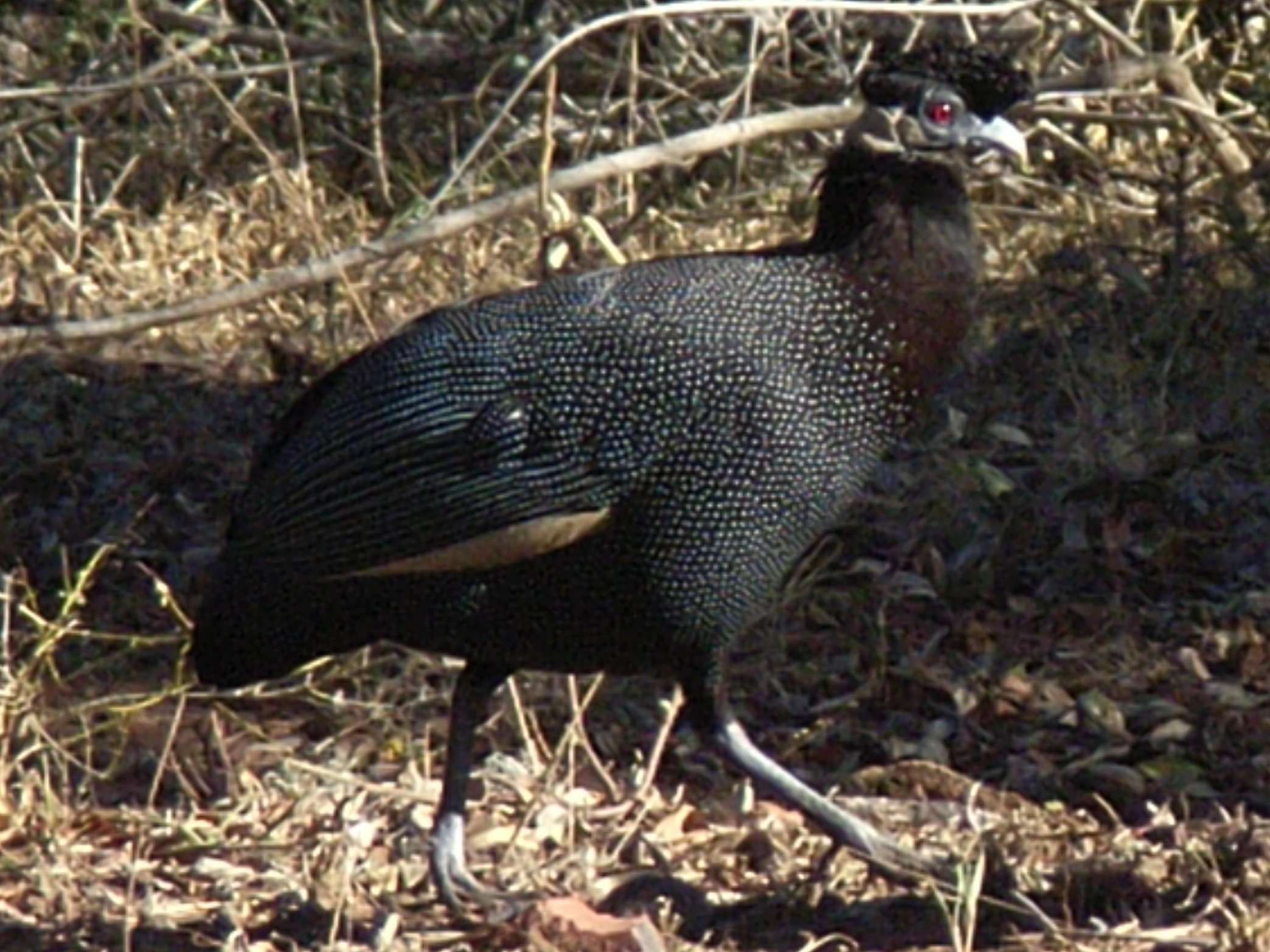
Loài Guttera pucherani ở Nam Phi
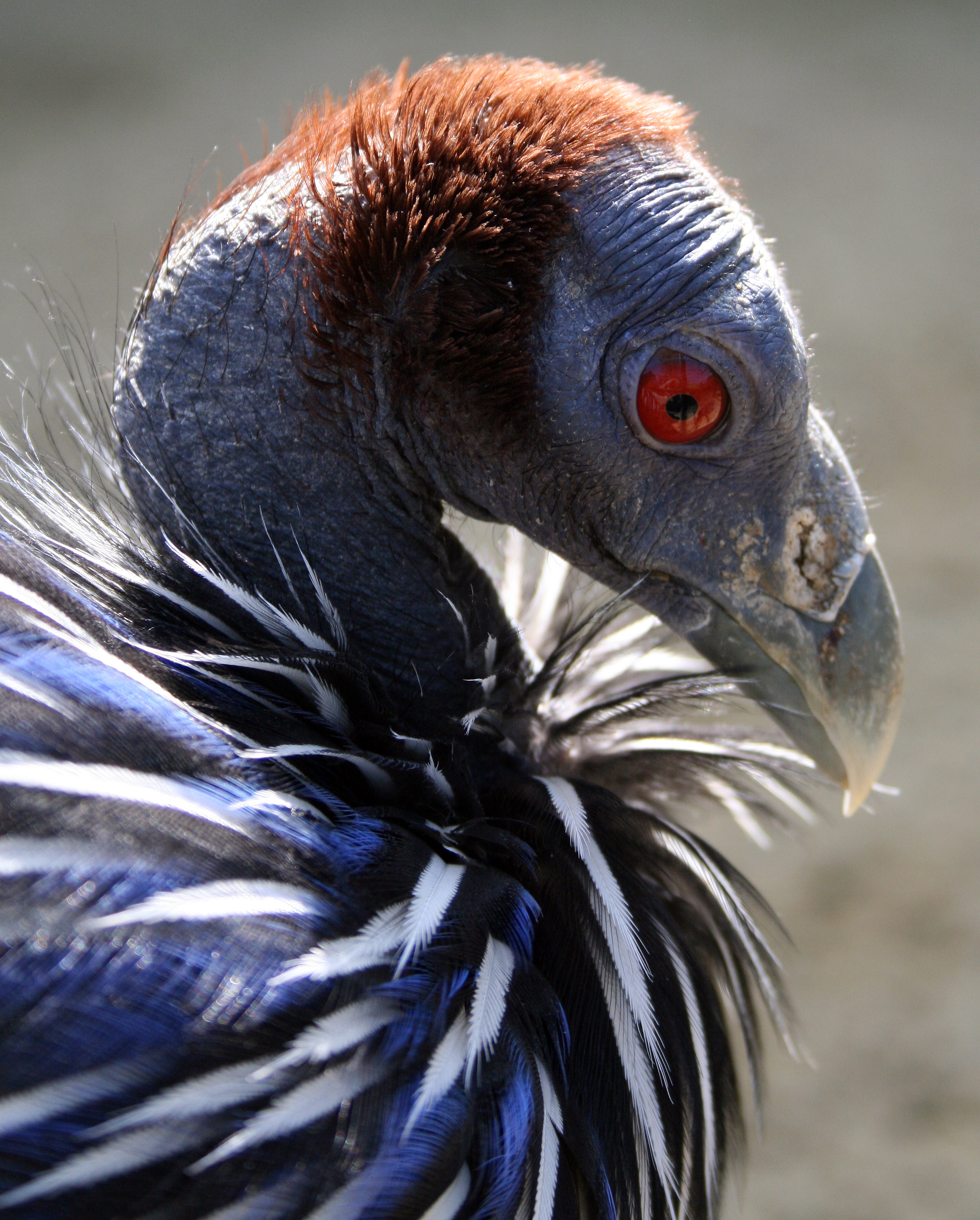
Đầu của loài Acryllium vulturinum
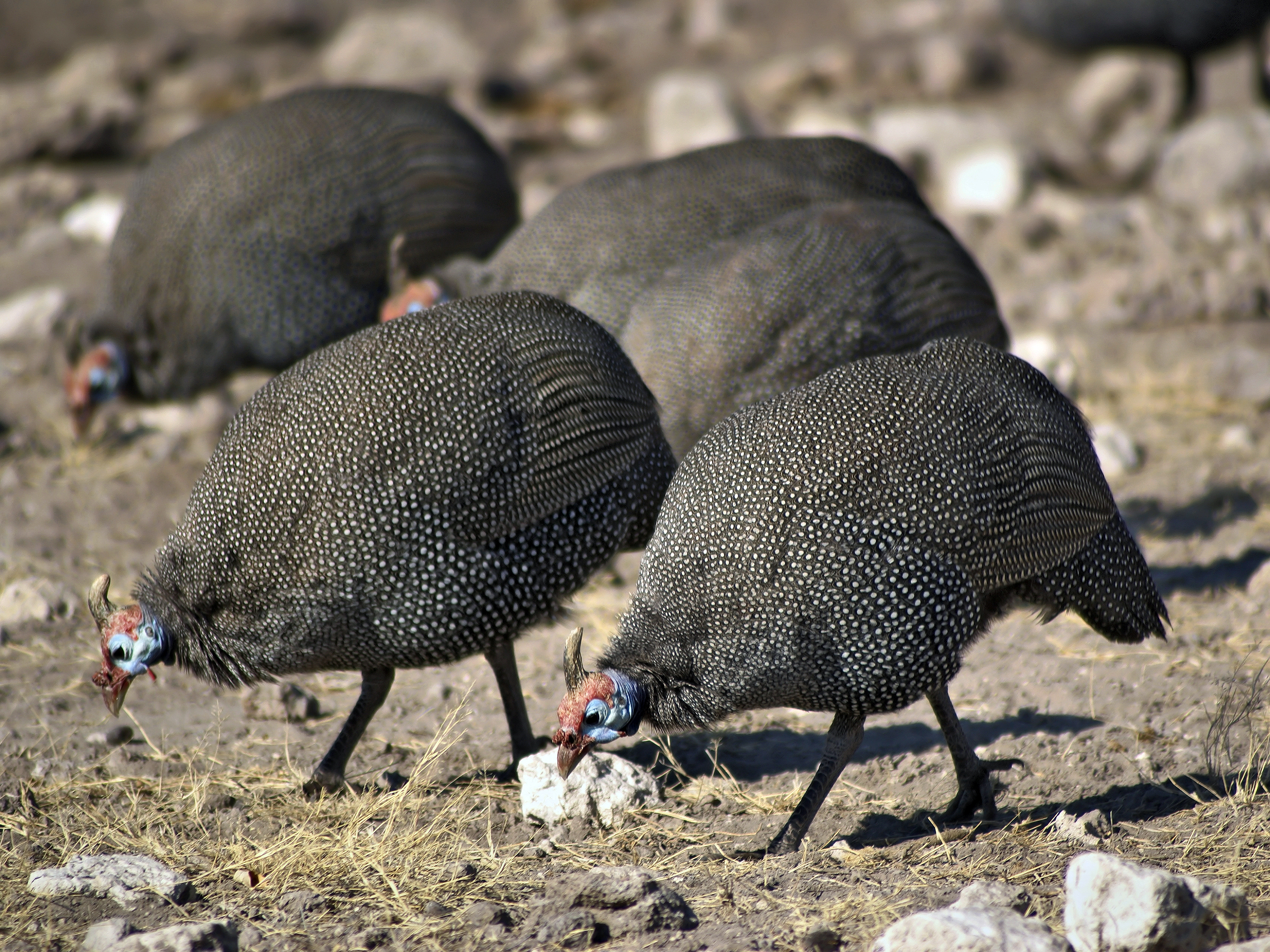
Gà sao ở Namibia

## Các loài gà Phi
- Chi Agelastes
  - Agelastes meleagrides
  - Agelastes niger
- Chi Numida
  - Numida meleagris (gà sao)
- Chi Guttera
  - Guttera plumifera
  - Guttera pucherani
    - Guttera (pucherani) pucherani
    - Guttera (pucherani) edouardi
- Chi Acryillium
  - Acryllium vulturinum